# Pšap
Pšap (abchazsky Ԥшьаԥ, gruzínsky ფშაფი – Pšapi) je vesnice v Abcházii v okrese Gulrypš na pobřeží Černého moře v Samurzakanské nížině. Těsně přiléhá k okresnímu městu Gulrypš, který se nachází severozápadním směrem. Obec dále sousedí na severozápadě kromě Gulrypše ještě s Mačarou, Marchaulem, na východě s Kacikytem a s Drandou a na jihu s Babyširou. Ves protíná silnice spojující Suchumi s Gruzií a železnice.
Oficiálním názvem obce je Vesnický okrsek Pšap (rusky Пшапская сельская администрация, abchazsky Ԥшьаԥ ақыҭа ахадара). Za časů Sovětského svazu byl Pšap součástí Gulrypšského selsovětu (Гульрипшский сельсовет).

## Části obce
Součástí Pšapu jsou následující části:
- Pšap (Ԥшьаԥ)
- První Bagažujašta (Актәи Баӷажәиашҭа)
- Druhá Bagažujašta (Аҩбатәи Баӷажәиашҭа)
- Bagažujašta (Баӷажәиашҭа)
- Parnaut (Ԥарнаут)
- Džirgvyl (Џьырӷәыл)

## Historie
Do současného Pšapu, který je v podstatě arménskou vesnicí a v arménštině znamená bodlák, přišly první arménské rodiny až v roce 1930 z okolních částí Abcházie. Později se sem přistěhovali i Gruzínci. Obyvatelé se zabývali pěstováním tabáku, kukuřice, čaje, zeleniny, citrusů a zahradních květin. Dále chovali dobytek a vyráběli hedvábí. Ve vsi byla postavena arménská základní škola (do 8. třídy) a obecní kulturní dům. Po válce v Abcházii většina gruzínského obyvatelstva opustila zemi.

## Obyvatelstvo
Dle nejnovějšího sčítání lidu z roku 2011 je počet obyvatel této obce 2582 a jejich složení následovné:
- 2305 Arménů (89,3 %)
- 209 Abcházů (8,1 %)
- 26 Rusů (1,0 %)
- 21 Gruzínů (0,8 %)
- 21 ostatních národností (0,8 %)

Před válkou v Abcházii žilo v obci bez přičleněných vesniček 1038 obyvatel.